# Molly Sims

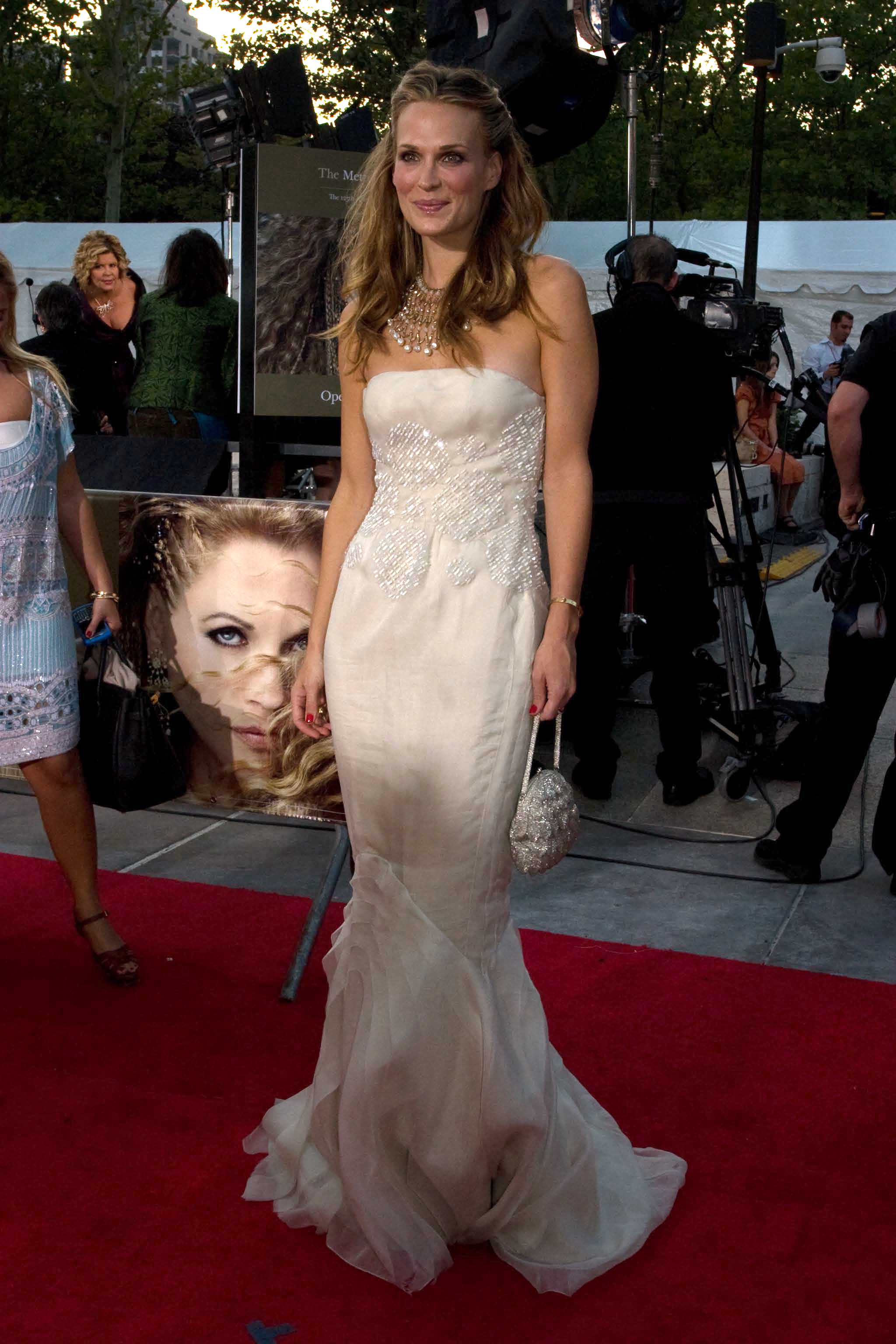
Molly Sims (2008)

Molly Sims (* 25. Mai 1973 in Murray, Kentucky) ist eine US-amerikanische Schauspielerin, Moderatorin und Model.

## Leben
Nach Abschluss der Highschool studierte Sims zwei Jahre an der Vanderbilt University in Tennessee Rechtswissenschaften. 1993 brach sie jedoch das Studium zu Gunsten einer Modellaufbahn ab. Sims modelte unter anderem für Chanel, Victoria’s Secret und Armani, außerdem war sie auf Titelbildern von Modemagazinen wie Vogue, Elle, Marie Claire und Allure zu sehen. 2000 und 2001 war Sims in der Bademodenausgabe der Sports Illustrated.
Ihre erste Fernseherfahrung hatte Sims 1998 als Moderatorin der Sendung Mission: Makeover. Zwei Jahre später kam sie zu MTV, wo sie bis heute die Sendung House of Style moderiert. Nach kleineren Rollen in Fernsehserien erhielt sie 2003 eine Hauptrolle in der NBC-Serie Las Vegas.
Aus ihrer 2011 geschlossenen Ehe mit Scott Stuber gingen zwei Söhne (* 2012, 2017) und eine Tochter (* 2015) hervor.

## Filmografie (Auswahl)
- 2000–2002: House of Style (Fernsehserie)
- 2003–2008: Las Vegas (Fernsehserie)
- 2004: Starsky & Hutch
- 2006: Die Bankdrücker (The Benchwarmers)
- 2007: Crossing Jordan – Pathologin mit Profil (Crossing Jordan) (Fernsehserie)
- 2008: Der Ja-Sager (Yes Man)
- 2009: Der rosarote Panther 2 (The Pink Panther 2)
- 2009: Fired Up!
- 2010: Venus & Vegas
- 2012: Royal Pains (Fernsehserie)
- 2012: Wedding Band (Fernsehserie)
- 2013: Chez Upshaw
- 2013: The Carrie Diaries (Fernsehserie)
- 2014: Men at Work (Fernsehserie)
- 2015: Barely Famous (Fernsehserie)
- 2019: Ride or Die (Fernsehfilm)
- 2020: The Wrong Missy
- 2021: Yes Day
- 2025: Irgendwie schwanger (Kinda Pregnant)